# Gavrilovka (oblast d'Oulianovsk)
 (août 2023).
Gavrilovka (Гаври́ловка) est un village de Russie situé dans le raïon (arrondissement) de Terenga de l'oblast d'Oulianovsk. Il dépend du conseil rural de Mikhaïlovka.

## Géographie
Le village se trouve sur la route M-5 Oural sur la rive gauche de l'Oussa (affluent de la Volga), à 17 km au sud du chef-lieu d'arrondissement Terenga et à moins d'1,5 km au nord de Mikhaïlovka.

## Histoire
Le village a été fondé au XVIIe siècle, sous le nom de Dmitrievskoïe Goriouchki (Saint-Dimitri de Goriouchka, Дмитриевское Горюшки). Dans la seconde moitié du XVIIe siècle, il est donné au monastère Danilov de Moscou. Une école de zemtsvo pour garçons ouvre en 1845. La région fait en 1859 partie du gouvernement de Simbirsk, dans l'ouïezd de Senguileï (il faisait auparavant partie de l'ouïezd de Syzran). Une église de pierre est construite en 1885, dédiée à saint Dimitri de Thessalonique, remplaçant l'ancienne de bois,. Il y a 1 260 habitants en 1884. Le village s'appelle à l'époque simplement Goriouchki. En 1913, le village dispose d'une infirmerie et de deux écoles, une pour garçons et une mixte, pour 1 496 habitants. En mars-avril 1919, le village comme d'autres de la région prend une part active à la révolte contre le nouveau pouvoir bolchévique. Léon Trotsky, s'exprimant à Samara le 6 avril 1919, déclare: « Le soulèvement des paysans dans la région de la Volga est un formidable avertissement pour nous. » Le soulèvement est durement réprimé. Le recteur de l'église Saint-Dimitri, le P. Nicolas Pokrovski (depuis 1908, né en 1864), est fusillé le 18 mars 1919 et enterré au cimetière paroissial. Il est canonisé le 11 avril 2006, sa fête est le 4 (17) mars. L'église est démolie dans les années 1930.
Le village est renommé en « Gavrilovka » en 1960, en l'honneur du premier président du soviet de la volost, Gavrila Anissimovitch Danilov, bolchévique tué par des koulaks du village en 1919. Au milieu des années 1990, le village dispose d'une station de santé et d'obstétrique, d'une filiale de la bibliothèque d'arrondissement, d'un club, d'un département du sovkhoze Danilov.

## Population
- 1996 : 509 habitants
- 2010 : 488 habitants